# Мансуров Андрій Сергійович
Андрі́й Сергі́йович Мансу́ров (1989—2014) — сержант Збройних сил України, учасник російсько-української війни.

## Життєпис
Народився 1989 року в місті Куп'янськ (Харківська область). 2004-го закінчив 9 класів харківської середньої школи № 121, 2006-го — харківську ЗОШ-інтернат № 4; 2007-го — Первомайський професійний ліцей — електрогазозварювальник. З 2007 року на строковій службі в Збройних Силах України; проходив в 169-му навчальному центрі (селище Десна Козелецького району).
З 2008 року — за контрактом, командир танка, 1-а гвардійська танкова бригада. Від 2012 року навчався на заочному відділенні факультету геоінформаційних і космічних систем Житомирського військового інституту імені С. П. Корольова — за напрямком підготовки «радіотехніка».
З 18 червня 2014 року брав участь в боях на сході України. Йти на війну перед строєм визвався сам. Перед екіпажем стояло завдання — розширити і утримати коридор до появи головних сил для постачання підкріплень, боєзапасу та провіанту в Луганський аеропорт. Їх у складі танкової роти перекинули до нечисленного загону десантників та «айдарівців». Під Георгіївкою зіткнулися із кадровими російськими підрозділами, розбивши їх. На рахунку 681-го підбита ворожа бронетехніка. В'їзд у мікрорайон прикривали 2 танки, 2 бронетранспортери і аж 7 десантників. Командир загону «айдарівців» «Зола» зайняв панівну висоту та укріпив на ній групу із зеніткою. Центр населеного пункту контролювали близько півсотні «айдарівців» з відділенням десантників та 4 танки 1-ї танкової бригади. Інші десантники контролювали дорогу в аеропорт.
В липні отримав короткотермінову відпустку; купив велосипеда старшій доньці.
21 липня 681-й підбив танк, БМП, спалив кілька «КамАЗів» із піхотою; допоміг зняти вогневу блокаду однієї з груп поблизу школи. Потім приїхав до у центр населеного пункту, знищив 2 вогневі точки в будинках, після цього українські вояки перейшли в атаку.
Загинув 3 серпня 2014-го біля села Красний Яр (Краснодонський район) — танк Т-64 БМ «Булат» із бортовим номером 681 підірвався на протитанковому фугасі під час бою в складі штурмового танкового взводу. Від детонації Андрія викинуло з башти назовні. Тоді ж полягли капітан Плохий Андрій Віталійович і старший сержант Сергій Нагорний.
6 серпня 2014 року похований у селищі Гончарівське Чернігівського району.
Без Андрія лишилися батько, дружина Тетяна та двоє доньок — Софія 2009 р.н. та Аліна 2012 р.н.; молодший брат і сестра.

## Нагороди та вшанування
- 8 вересня 2014 року — за особисту мужність і героїзм, виявлені у захисті державного суверенітету та територіальної цілісності України, вірність військовій присязі під час російсько-української війни, відзначений — нагороджений орденом «За мужність» III ступеня (посмертно)
- нагрудний знак «За оборону Луганського аеропорту» (посмертно)
- його портрет розміщений на меморіалі «Стіна пам'яті полеглих за Україну» у Києві: секція 2, ряд 4, місце 16
- його ім'я згадується на щоденному ранковому церемоніалі вшанування захисників України, які загинули цього дня у різні роки внаслідок російської збройної агресії на Сході України.